# Banca en Afganistán

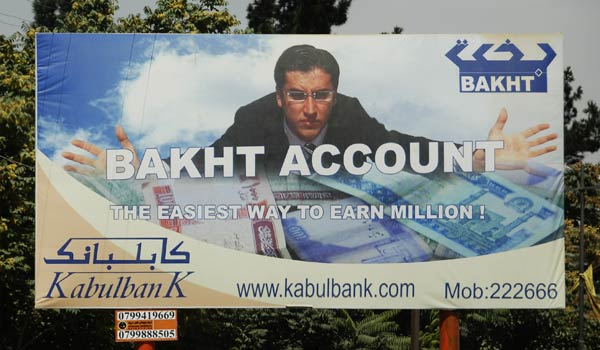
Anuncio del Nuevo Banco de Kabul.

La banca en Afganistán es de un sistema bancario público y privado en Afganistán; Todos estos bancos están controlados por Da Afghanistan Bank (Banco Central de Afganistán). En el sistema gubernamental, además del Banco de Afganistán y el Banco Nacional de Afganistán, hay bancos sectoriales como el Banco Pashtany para el comercio, el Banco de Desarrollo Agrícola para el desarrollo agrícola y ganadero, el Banco de Desarrollo Industrial para el banco hipotecario de la construcción.
La nueva ley bancaria del Gobierno de Afganistán trató de sentar las bases para la expansión y la actividad de los bancos privados mientras se desarrollaban los bancos de propiedad estatal, para que estos bancos trabajaran en la realización de los planes económicos del país y dirigieran los recursos financieros para lograr beneficios y actividades económicas productivas. Los bancos privados de Afganistán son más rápidos que los bancos estatales porque el sistema bancario privado está totalmente equipado con el nuevo sistema bancario y de Internet. Al transferir dinero de una provincia a otra, han resuelto los problemas de la gente. Tras la llegada de las fuerzas internacionales del sistema bancario, los países occidentales, en cierta medida, ejercen su influencia sobre los bancos del país y obtienen ganancias o provisiones no autorizadas. Anteriormente, el impuesto bancario máximo (interés bancario) era del 10%, y en la inversión de los bancos estatales, el gobierno pagaba intereses a los accionistas del 11%. El impuesto ahora ha alcanzado el 20%; Estas disposiciones no pueden establecer una instalación básica en Afganistán. Los países islámicos tienen un método bancario islámico que es diferente al de los países occidentales. A diferencia de la mayoría de los bancos extranjeros, no pagan intereses a los clientes, sino que reciben intereses del capital en posesión.
El capital en efectivo de los bancos afganos asciende a 144.980 millones de afganis. El capital en dólares del país alcanza los 7.000 millones de dólares. Afganistán tiene otras ocho toneladas de oro y 129.000 monedas de plata; Con este dinero, pueden operar la banca islámica en el país.

## Historia de la banca de Afganistán
Durante el reinado de los reyes de Afganistán, la especulación con dinero se consideraba contraria a la ley islámica. En este sentido, no hubo banco oficial hasta 1312. La propiedad real se mantuvo en el tesoro real. Las personas protegían su capital por sí mismas. En muchas ciudades, los fideicomisos eran construidos por una familia numerosa, protegiendo solo el dinero sin intereses. Hubo una serie de cambistas que mencionaron a los llamados especuladores del infierno que no tenían un lugar en la comunidad llamada haram khor. Después de la llegada de los británicos, varios cambistas indios operaron entre Afganistán e India. La moneda de la época era la moneda Ashrafi (oro árabe), la plata Nikolai (plata original rusa), la rupia india y la libra esterlina. Este tipo de dinero se intercambiaba por comercio y peregrinación. Estos cambistas estaban principalmente activos en los mercados de Kabul y Kandahar. Las monedas que necesitaba el gobierno también se compraban a los mismos cambistas. Se estableció Hashemi, que más tarde en mayo de 1894 esta sociedad anónima llamó el Banco Nacional de Afganistán se estableció y se convirtió en el primer banco en Afganistán.
Inicialmente, el Banco Nacional de Afganistán, como el único banco en el país, llevó a cabo las funciones del Banco Central, y con el tiempo, las funciones y actividades de este banco se expandieron día a día. 17/11/1900 con un capital inicial de 120 millones de afganos se inauguró en la capital (Kabul), que más tarde en 1975, el capital del Banco de Afganistán aumentó a mil millones de afganos, que es la cantidad en el Artículo 8 (8) de la ley (1373) dinero y Banca se muestra en 10 mil millones de afganis. El sistema bancario en Afganistán nació con el establecimiento del Banco Melli por el Sr. Zaboli, al igual que antes del establecimiento del Banco Da Afganistán, el Banco Melli también promovía la banca gubernamental.
Después del establecimiento del Banco Da Afganistán, las funciones de la banca gubernamental se transfirieron al Banco Da Afganistán. La impresión de dinero de Bank Melli se confió a Da Afganistán Bank, que pudo lograr grandes cambios y desarrollos en la impresión y distribución de dinero afgano. Después de 2002, de conformidad con el artículo 12 de la Constitución, era un banco independiente y un banco de propiedad estatal. Da Afganistán Bank pudo redactar leyes como la Ley Bancaria Da Afganistán, Dinero y Banca, la Ley contra el Lavado de Dinero, el producto del crimen, la lucha contra el financiamiento del terrorismo, etc., que se implementaron después de ser firmadas por el presidente de la República Islámica de Afganistán. 
Durante la época del Emirato Islámico de Afganistán, los principales bancos fueron bloqueados por las Naciones Unidas al Banco de Promoción de las Exportaciones, Banco Millie Afghan y al Banco Central como respuesta al atentado al 11 de septiembre a las Torres Gemelas y a su apoyo a Al-Qaeda.
El Banco Central de Afganistán y el sistema bancario de Afganistán entraron en una nueva fase con la toma de posesión del nuevo gobierno de la República Islámica de Afganistán, especialmente después de la firma de las nuevas leyes de la Banca de Afganistán y la ley del dinero y la banca. Al implementar la reforma monetaria y emitir dinero nuevo, Da Afganistán Bank pudo frenar la crisis de inflación monetaria en el país, que fue el final de la transformación monetaria de Afganistán. Porque con la llegada de cada nuevo régimen, la forma y el tipo de moneda afgana ha cambiado. Da Afganistán Bank preparó e implementó por primera vez su plan estratégico de cinco años en 2009. Este plan, que comenzó en 2009 y continúa hasta 2013, ha puesto un fuerte énfasis en el fuerte compromiso del banco para cumplir con su misión de estabilizar los precios y crear un sistema financiero sólido.